# Origenes (Platoniker)
Origenes (altgriechisch Ὠριγένης Ōrigénēs; † wohl spätestens 268) war ein antiker Philosoph (Platoniker) in der Zeit des Übergangs vom Mittelplatonismus zum Neuplatonismus. Er ist nicht zu verwechseln mit dem christlichen Schriftsteller Origenes, dessen Zeitgenosse er war.

## Identität
Zusammen mit Plotin, dem Begründer des Neuplatonismus, gehörte Origenes in Alexandria der Philosophenschule des einflussreichen Platonikers Ammonios Sakkas an. Früher wurde er oft mit dem berühmten christlichen Schriftsteller Origenes gleichgesetzt, der zeitweilig ebenfalls in Alexandria lebte. Daher galt der Christ Origenes als Mitglied des engsten Schülerkreises des Ammonios Sakkas und als Studienkollege Plotins. Nach heutigem Forschungsstand kann aber als sicher gelten, dass Origenes, der Schüler des Ammonios Sakkas, kein Christ war. Seine Identifizierung mit dem christlichen Autor war ein auf der Namens- und Wohnsitzgleichheit beruhender Irrtum. Nur noch vereinzelt wird die Identitätshypothese vertreten. Daher wird er heute zur Unterscheidung auch „Origenes der Heide“, „Origenes der Platoniker“ oder „Origenes der Neuplatoniker“ genannt. Möglicherweise kam es schon in der Antike zur Verwechslung der beiden Gelehrten; außerdem ist vorstellbar, dass der Christ Origenes zeitweilig Lehrveranstaltungen des Ammonios Sakkas besuchte.

## Leben
Über das Leben des Origenes ist sehr wenig bekannt. Anhaltspunkte für die Datierung ergeben sich daraus, dass Plotin in den dreißiger Jahren des 3. Jahrhunderts in Alexandria bei Ammonios studierte, als auch Origenes dessen Schule angehörte, und dass der berühmte Platoniker Longinos, der später in Athen unterrichtete, schon vor 232 längere Zeit am Unterricht des Ammonios und des Origenes teilnahm. Somit war Origenes, als Plotin 232 seine Ausbildung in der Schule des Ammonios begann, dort bereits seit Jahren als Lehrer tätig.
Plotins Schüler Porphyrios berichtet in seiner Lebensbeschreibung seines Lehrers, dass drei Schüler des Ammonios – Plotin, Herennios und Origenes – eine verbindliche Absprache trafen, von dem, was sie in den Vorträgen ihres Lehrers gehört hatten, nichts zu veröffentlichen. Diese nach dem Tod des Ammonios geschlossene Vereinbarung wurde aber gebrochen, erst von Herennios, dann auch von Origenes. Daher hielt sich später auch Plotin nicht mehr daran. Der berühmte Geheimhaltungspakt ist in der Forschung intensiv diskutiert worden, wobei unterschiedliche Vermutungen über den Gegenstand und den Zweck der Vereinbarung geäußert wurden.
Nachdem Plotin in Rom eine Schule gegründet hatte, wollte Origenes, der sich zeitweilig dort aufhielt, einen seiner Vorträge besuchen. Darauf brach Plotin beschämt den Unterricht ab und sagte, er fühle sich gehemmt, da ihm klar sei, dass sein Zuhörer das Wissen, das er vermitteln könne, bereits besitze.
Einer Bemerkung des Porphyrios ist zu entnehmen, dass Origenes noch unter Kaiser Gallienus, also nach 253, als Autor tätig war. Über sein weiteres Schicksal liegen keine Angaben vor. Aus einer Formulierung in einer spätestens 268 verfassten Schrift des Longinos scheint hervorzugehen, dass Origenes zur Abfassungszeit nicht mehr am Leben war.

## Werke und Lehre
Die Werke des Origenes sind verloren. Daher ist von seiner Lehre wenig bekannt und deren Verhältnis zur Philosophie des Ammonios Sakkas schwer zu bestimmen. Wie Ammonios nahm er hinsichtlich des Verhältnisses zwischen platonischer und aristotelischer Philosophie eine harmonisierende Position ein. Auch sonst neigte er offenbar zu einer ausgleichenden Haltung; so versuchte er Homer, den er sehr schätzte, obwohl Platon ihn scharf kritisiert hatte, zu rechtfertigen und die homerische Dichtung als ethisch wertvoll zu erweisen. Bei dieser Bemühung, mit der er Platons klarem Wortlaut widersprach, geriet er drei Tage lang heftig ins Schwitzen, wie Porphyrios spöttisch und vielleicht übertreibend behauptet.
Porphyrios berichtet, Origenes habe nur zwei Schriften verfasst: „Über die Daimonen“ und „Dass nur der König Schöpfer ist“ (hoti mónos poiētḗs ho basileús). Longinos erwähnt „Über die Daimonen“ ebenfalls und nennt Origenes unter denjenigen Philosophen, die sich auf die mündliche Lehre konzentrierten und wenig schrieben.
Die Frage, was sich hinter dem merkwürdigen Titel der Schrift über das Schöpfertum des Königs verbirgt, wird in der Forschung intensiv diskutiert. Mit dem König ist offenbar der Demiurg (Weltschöpfer) gemeint, und Origenes verteidigt die These, dieser Schöpfer sei als Weltherrscher mit der höchsten Gottheit und zugleich mit dem Nous identisch. Damit wendet er sich gegen Numenios und Plotin, die eine ontologische Abstufung annehmen und dem Demiurgen eine untergeordnete Stellung zuweisen. Da poiētḗs neben „Schöpfer“ auch „Dichter“ bedeuten kann und basileús sowohl einen König als auch einen Kaiser bezeichnet, ist eine alternative Deutung möglich, der zufolge der Titel sich auf die poetische Aktivität des Kaisers Gallienus bezieht und als Schmeichelei zu verstehen ist. Auch eine beabsichtigte Doppeldeutigkeit ist in Betracht gezogen worden. Allerdings ist die auf den Kaiser als Dichter bezogene Interpretation weitaus weniger plausibel als die metaphysische. Jedenfalls ist davon auszugehen, dass Origenes sich für die Kosmogonie (Weltentstehung) interessierte, denn er befasste sich mit der Auslegung von Platons kosmologischem Dialog Timaios. Dies geht aus dem Timaios-Kommentar des spätantiken Neuplatonikers Proklos hervor, der eine Reihe von Äußerungen des Origenes zum Prolog des Dialogs wiedergibt. Dabei schöpft Proklos aus einer älteren, verlorenen Timaios-Kommentierung, deren Angaben vermutlich auf einer Nachschrift eines Schülers aus dem Unterricht des Origenes basierten.
Origenes meint, es gebe Daimonen von unterschiedlicher ethischer Qualität, die miteinander im Konflikt lägen. Die schlechteren seien zwar in der Überzahl, die besseren aber mächtiger. Den in Platons Timaios geschilderten mythischen Krieg zwischen Atlantis und Ur-Athen fasst er allegorisch als Kampf zwischen Streitmächten feindlicher Daimonenparteien auf.
Die Ontologie des Origenes unterscheidet sich stark von derjenigen Plotins, da er weder ein „überseiendes“, vollkommen transzendentes Eines annimmt noch eine neuplatonische Hypostasenlehre vertritt. Vielmehr setzt er das Eine mit dem Seienden gleich. Damit wirkt seine Philosophie mehr mittel- als neuplatonisch.
Origenes gehört zu der Strömung im Platonismus, welche der Rhetorik misstraut und den Einsatz sprachlicher Kunstmittel zur gezielten Beeinflussung des Lesers missbilligt. Er räumt zwar den literarischen Gestaltungswillen Platons ein, doch bestreitet er, dass Platon rhetorische Technik eingesetzt hat, weil er beim Publikum Wohlgefallen hervorrufen wollte. Vielmehr handle es sich einfach um eine natürliche Überzeugungskraft, die keiner sprachlichen Ausschmückungen bedürfe.

## Rezeption
Wie in Rom bei Plotin genoss Origenes auch in Athen in den Kreisen der zeitgenössischen Platoniker höchstes Ansehen, ungeachtet aller Meinungsverschiedenheiten; er und Ammonios waren dem Urteil des dortigen Schulleiters Longinos zufolge ihren Zeitgenossen an Einsicht beträchtlich voraus. Die Nachwirkung seiner Schriften war jedoch gering; Eunapios berichtet, sie seien in unschönem Stil geschrieben gewesen und hätten daher kaum Beachtung gefunden. In der ersten Hälfte des 5. Jahrhunderts rühmte der Neuplatoniker Hierokles das philosophische Format des Origenes. Proklos wunderte sich darüber, dass Origenes die neuplatonische Lehre vom Einen verwarf, obwohl er doch zusammen mit Plotin der Schule des Ammonios angehört hatte. Zu Proklos’ Zeit kannte man die Originaltexte wohl nicht mehr, sondern nur noch einzelne Zitate in neuplatonischer Literatur. Proklos urteilte, Origenes’ Ontologie sei weit von Platons Philosophie entfernt und voll von peripatetischer Neuerung.